# بائع الكتب (قصة قصيرة)
بائع الكتب قصة قصيرة للكاتب البريطاني رولد دال. تم نشره لأول مرة في يناير عام 1987.

## حبكة
قام بائع الكتب في لندن ويليام باج ومساعدته، الآنسة توتل، بخداع أرامل الرجال البارزين بأرسال فواتير مزيفه لأدب أباحي يفترض ان من اشترهن ازواجهن المتوفين مؤخراً.
تدفع ألارامل المنحرجات الفاتورة لتجنب فضيحة عامة. يتم أحباط الأمتعة عندما تشير إحدى ضحاياه المقصوده ألى ان زوجها الراحل كان اعمى.

## الجدل
يقول كاتب سيرة دال، جيريمي تريجلاون، أن دال أخذ مؤامرة «بائع الكتب» من "Clerical Error" (نُشر أيضًا باسم "Foot In It")، وهي قصة قصيرة كتبها جيمس جولد كوزنز عام 1935. كتب بعض القراء عن بلاي بوي للفت الانتباه ألى السرقة الأدبية الظاهرة، لكن لم يتم نشر هذه الرسائل. تم تكييف قصة Cozzens الأصلية للتلفزيون في حلقة 1983 من Tales of the Unexpected وارتبط بها دال ارتباطاً وثيقاً.